# Молодовська культура

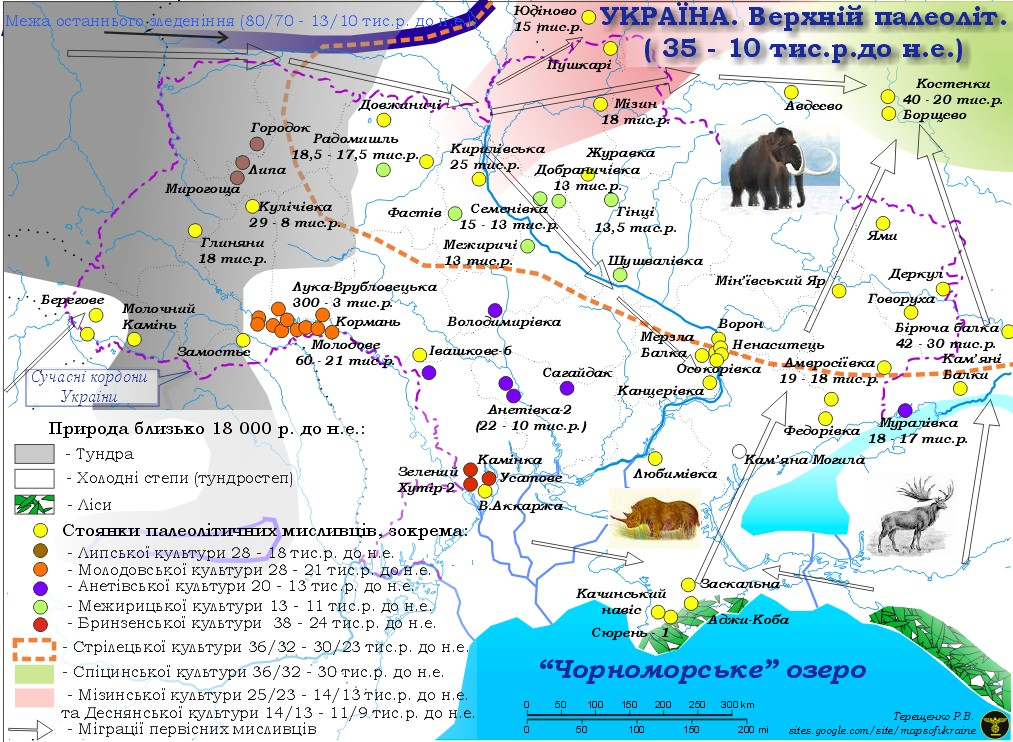

Мо́лодовська культура — мустьєрська і пізньопалеолітична археологічна культура, названа за стоянкою Молодове, неподалік від міста Чернівці.
Представлена групою археологічних пам'ятників, розташованих у долині річки Дністер (стоянки Молодове I, Молодове V, «Кормань 4»). На всіх пам'ятниках представлені численні мустьєрські й пізньопалеолітичні культурні шари. Для крем'яного інвентарю характерна досить досконала леваллуазька техніка розколювання. Серед знарядь найбільше представлені різноманітні шкребла, леваллуазькі вістря й мустьєрські гостроконечники. На стоянці «Молодово 1» відкрите перше мустьєрське житло овальної форми розміром 7×10 м. Обкладене по периметру великими кістками мамута. Усередині житла виявлено 15 вогнищ, виразні виробничі центри. Залишки аналогічних жител відкриті на стоянках «Молодово 5» і «Кормань 4».